# Школо
„Школо“ (shkolo.bg) е онлайн платформа за дигитализиране на образованието в България, работеща в сътрудничество с МОН.
Изградена е през 2016 г. и въвежда електронен дневник, който заменя напълно книжния вариант. Платформата е интегрирана с: Националната електронна информационна система за предучилищното и училищно образование (НЕИСПУО) и нейните софтуерни приложения „АдминПро“ и „АдминЛ“; облачната технология на Microsoft Office 365 и на Google Workspace for Education; социалната мрежа Facebook.

## История
Основатели на „Школо“ са Любомир Ваньов, Мирослав Джоканов, Симеон Предов и Александър Стоянов. Идеята за иновация в образователния сектор, която да облекчи учителите във воденето на училищна документация, се ражда през 2010 г. Първата версия на електронен дневник Любомир Ваньов изготвя още като ученик в XII клас, с участието на Мирослав Джоканов. Цялостен софтуер за образователните нужди в България изграждат през 2016 г. Първата версия е пусната през януари 2017 г.
Контрастът между архаичната дума „школо“ и онлайн наставката .bg добре загатва какво прави платформата – пренасяне на хартиеното образование в цифровия свят.
През януари 2024 г. компанията бе продадена на британската компания Jupiter Education за неразкрита сума пари.

### Мисия
Трите основни цели на платформата са:
1. Намаляване на бюрократичните и административни процеси в училищата чрез автоматизация.
2. Ангажиране на родителите към образователно-възпитателния процес чрез подобряване на комуникацията, известяване в реално време с приложения за смартфони iOS и Android и др.
3. Ангажиране на учениците – възпитаване на технологична култура сред подрастващите, адекватна на модерните тенденции в съвременния свят. Внедряване на нови методи на обучение като образователни игри. Обратна връзка от учениците за учителите и поставените от тях задачи.[10]

## Дигитализация в образованието

### В чужбина
В световен мащаб единици са държавите, които са успели да дигитализират образователния си сектор – Англия, Естония, Индия (частично), Русия, САЩ, Финландия – това са държавите, в които масово се ползват електронни системи за училищен мениджмънт.

### В България
България е сред четирите държави в ЕС, които имат училища, работещи само и единствено на електронен дневник, имат електронни бележници за ученици и родители.
Към 2019 г. софтуерната платформа „Школо“ се използва в над 1000 български училища от близо 697 000 потребители. Най-голямото училище е с 2400 ученици, най-малкото – с 8. Внедрява модерни технологии в съответствие с ангажиментите по Национална програма „Информационни и комуникационни технологии (ИКТ) в системата на предучилищното и училищното образование“ – 2018 г. на МОН: „Осигуряване образователни електронни ресурси, електронни платформи, електронен дневник за нуждите на системата на училищното образование и подкрепа на съпътстващите дейности по внедряването и ползването му“. Платформата изпълнява изискванията на Национална програма „ИКТ 2019/2020“ на МОН, която субсидира училищния абонамент за електронен дневник.
Основни предимства на дигитализирането на училищните дейности са няколко: Отпадат хартиените носители на дневници, ученическите бележници, личните картони за дневна/вечерна/индивидуална ФО и др., по силата на Наредба № 8 на МОН, Приложение 2, с произтичащите от това благоприятни последствия за екологията. Пести се човешки труд и време чрез автоматизиране на изчисленията за калкулиране на училищни справки и документация. Явява се алтернатива на родителските срещи чрез изграждането на комуникационна среда и известяване в реално време.

## Образователни продукти
Платформата интегрира множество модули, сред които са електронен дневник, администриране на извънкласни дейности, статистически справки, училищен календар и управление на събития, управление на складови наличности и инвентаризация, модул за разплащане (много популярен сред частните училища), мобилно приложение и други.
Предоставя и набор от образователни ресурси: електронни уроци, карти, тестове, учебни пособия, публикации и др.

### Електронен дневник
От учебната 2018/2019 г. електронните дневници стават препоръчителни според Държавния образователен стандарт, утвърден от МОН.
Образователният софтуер на „Школо“ има всички реквизити на стандартното хартиено издание – имена на учениците, оценки, отсъствия, забележки и пр. Разполага с мобилна версия и е своеобразна електронна мрежа за учители, родители и ученици. Раздават се виртуални значки (отзиви) и учениците се чувстват стимулирани да демонстрират добро поведение в училище и да се наредят на върха на съответната класация.

### Стандарти
„Школо“ е регистрирано към Комисията за защита на личните данни и изпълнява държавните изисквания на МОН по отношение училищната документация.
„Школо“ е единствената учебна платформа в България със сертификат за penetration testing.

## Награди
- 2018 – „Стартъп на годината“ – награда на БАИТ[22]
- 2018 – „Стартъп на годината“ – награда на CESA[22]
- 2018 – победител в конкурса „Големите малки“ на издателство „24 часа“[23][22]
- 2017 – „Стартъп на годината“ – награда на БАИ[24][22]

Признание за българската компания за електронни дневници „Школо“ е и попадането ѝ на второ място в най-търсени неща в Google в България през 2018 г., по данни на търсачката.